# Şerafettin Yıldız
Şerafettin Yıldız (* 1953 in Sürmene, Türkei) ist ein österreichischer Schriftsteller und Übersetzer.

## Leben
Der Wiener arbeitet in der Schulberatungsstelle für Ausländer seiner Stadt und publiziert deutsch- und türkischsprachige Lyrikbände, z. B. Meine rotzige Hoffnung (1989). Er wurde in der Türkei geboren, arbeitet und lebt jedoch bereits seit 1978 in Österreich. Im Bereich Kinder- und Jugendliteratur veröffentlichte Yıldız Der himmelblaue Gruss (1995), "die Geschichte von Murat, einem türkischen Jungen, der nicht in seiner Heimat aufwächst". 

## Werke
- Herzfinsternis. Gedichte. Baden: Grasl 1998 (= Lyrik aus Österreich 77), ISBN 3-85098-240-8
- Der himmelblaue Gruß. Die Geschichte von Murat, einem türkischen Jungen, der nicht in seiner Heimat aufwächst. 1. Aufl. Wien: Neuer Breitschopf-Verl. 1995, ISBN 3-7004-1233-9
- Meine rotzige Hoffnung = Sümüklü umudum. Wien: Verl. Der Apfel 1989, ISBN 3-85450-050-5
- "Schulberatungsstelle für MigrantInnen (SBM). Eine unverzichtbare Adresse in der Wiener Bildungslandschaft". In: Sertl, Michael (Red.): Integration? Migration, Rassismus, Zweisprachigkeit. Innsbruck; Wien: Studienverlag, S. 114–118 (= Schulheft 114), ISBN 3-7065-1991-7
- "Auf der Flucht, Fremdsein, Die Rückkehr des Wanderherzen". In: Grazer Autorenversammlung: Sichten und Vernichten. Von der Kontinuität der Gewalt. Wien: Verl. für Gesellschaftskritik 1994, S. 135 ff., ISBN 3-85115-192-5

## Übersetzungen ins Türkische
- Prskawetz, Elfi: Mein Freund heißt Dora (Arkadaşımın adı Dora' dır). Wien: Jugend & Volk 1992 (= Biz hikayeler okuyoruz), ISBN 3-224-15998-7
- Prskawetz, Elfi: Dino, der Sänger (Dino, şarkı söyleyen köpek). Wien: Jugend & Volk 1992 (= Biz hikayeler okuyoruz), ISBN 3-224-15986-3
- Prskawetz, Elfi: Der freche Rabe Jakob (Küstah karga Yakob). Wien: Jugend & Volk 1992 (= Biz hikayeler okuyoruz), ISBN 3-224-15992-8
- Prskawetz, Elfi: Wir fahren mit der Eisenbahn (Trenle yolculuk). Wien: Jugend & Volk 1992 (= Biz hikayeler okuyoruz), ISBN 3-224-15995-2
- Prskawetz, Elfi: Vinzenz, der dicke Kater (Vinzenz, şişko kedi). Wien: Jugend & Volk 1992 (= Biz hikayeler okuyoruz), ISBN 3-224-15989-8